# Jim Barnes
Velvet James Barnes, detto Bad News (Tuckerman, 13 aprile 1941 – Silver Spring, 14 settembre 2002), è stato un cestista statunitense, professionista nella NBA.

## Carriera
Venne selezionato dai New York Knicks al primo giro del Draft NBA 1964 (1ª scelta assoluta).
Con gli Stati Uniti ha disputato i Giochi olimpici di Tokyo 1964.

## Statistiche

### NBA

#### Regular season
| Anno       | Squadra           | PG  | PT | MP   | TC%  | 3P% | TL%  | RP   | AP  | PRP | SP | PP   |
| ---------- | ----------------- | --- | -- | ---- | ---- | --- | ---- | ---- | --- | --- | -- | ---- |
| 1964-1965  | N.Y. Knicks       | 75  | -  | 34,5 | 42,4 | -   | 66,2 | 9,7  | 1,2 | -   | -  | 15,5 |
| 1965-1966  | N.Y. Knicks       | 7   | -  | 37,6 | 44,4 | -   | 71,4 | 10,3 | 1,3 | -   | -  | 15,7 |
| 1965-1966  | Baltimore Bullets | 66  | -  | 29,2 | 42,3 | -   | 67,9 | 10,3 | 1,3 | -   | -  | 12,1 |
| 1966-1967  | L.A. Lakers       | 80  | -  | 17,5 | 43,7 | -   | 68,4 | 5,6  | 0,6 | -   | -  | 7,0  |
| 1967-1968  | L.A. Lakers       | 42  | -  | 17,0 | 43,0 | -   | 67,0 | 5,0  | 0,6 | -   | -  | 6,2  |
| 1967-1968  | Chicago Bulls     | 37  | -  | 19,2 | 45,5 | -   | 71,8 | 5,5  | 0,8 | -   | -  | 8,5  |
| 1968-1969† | Chicago Bulls     | 10  | -  | 11,1 | 39,0 | -   | 52,6 | 3,0  | 0,1 | -   | -  | 5,6  |
| 1968-1969† | Boston Celtics    | 49  | -  | 12,1 | 45,5 | -   | 70,7 | 4,0  | 0,6 | -   | -  | 5,1  |
| 1969-1970  | Boston Celtics    | 77  | -  | 13,6 | 41,0 | -   | 74,2 | 4,5  | 0,7 | -   | -  | 5,9  |
| 1970-1971  | Boston Celtics    | 11  | -  | 9,1  | 53,6 | -   | 63,6 | 1,5  | 0,7 | -   | -  | 3,4  |
| Carriera   | Carriera          | 454 | -  | 20,8 | 42,9 | -   | 68,4 | 6,5  | 0,8 | -   | -  | 8,8  |

#### Play-off
| Anno     | Squadra           | PG | PT | MP   | TC%  | 3P% | TL%  | RP  | AP  | PRP | SP | PP   |
| -------- | ----------------- | -- | -- | ---- | ---- | --- | ---- | --- | --- | --- | -- | ---- |
| 1966     | Baltimore Bullets | 3  | -  | 31,0 | 50,0 | -   | 53,8 | 9,3 | 1,0 | -   | -  | 13,0 |
| 1967     | L.A. Lakers       | 3  | -  | 16,7 | 36,8 | -   | 100  | 4,0 | 0,7 | -   | -  | 6,3  |
| 1968     | Chicago Bulls     | 5  | -  | 11,4 | 25,0 | -   | -    | 4,2 | 0,2 | -   | -  | 1,2  |
| Carriera | Carriera          | 11 | -  | 18,2 | 41,3 | -   | 66,7 | 5,5 | 0,5 | -   | -  | 5,8  |

## Palmarès
- NCAA AP All-America Third Team (1964)
- Campionato NBA: 1

Boston Celtics: 1969
- NBA All-Rookie First Team (1965)